# Zuleyma Tang-Martínez
Zuleyma Tang-Martínez (sinh ngày 9 tháng 3 năm 1945) là giáo sư danh dự về sinh học tại Đại học Missouri. Louis. Trước đó trong sự nghiệp của mình (cho đến đầu những năm 1990), cô đã xuất bản dưới tên kết hôn trước đây, Zuleyma Tang Halpin.

## Tuổi thơ và giáo dục
Tang-Martínez được sinh ra ở Venezuela. Cô và gia đình sống trong các trại cách ly dân tộc được điều hành bởi một công ty dầu mỏ của Mỹ. Cha cô là kế toán công ty, cho phép Tang-Martínez trở thành một trong số rất ít người Venezuela được nuôi dưỡng và theo học tại các trại ở Mỹ. Cô nhận bằng Cử nhân tại Đại học Saint Louis, tốt nghiệp năm 1967. Cô chuyển đến Đại học California, Berkeley để học cao học, lấy bằng Thạc sĩ năm 1970 và bằng tiến sĩ năm 1974. Tang-Martínez là một nhà nghiên cứu sau tiến sĩ tại Đại học British Columbia. Đối với luận án của mình, cô đã phát triển kỹ thuật phân biệt địa bàn để nghiên cứu phân biệt địa bàn bằng mùi trong gerbil Meriones unguiculatus của Mông Cổ.

## Nghề nghiệp
Tang-Martínez được bổ nhiệm làm Trợ lý Giáo sư tại Đại học Missouri. Louis năm 1976. Cô phục vụ trong Ủy ban hành vi động vật về chăm sóc động vật từ năm 1977 đến 1985. Cô nghiên cứu hành vi xã hội của động vật và phát tán. Cấu trúc xã hội tác động đến di truyền của quần thể và tốc độ tiến hóa. Năm 1987, cô đã viết các mô hình phân tán động vật có vú: Tác động của cấu trúc xã hội đối với di truyền dân số với Diane Chepko-Sade. Cô đã thách thức lý thuyết của Angus John Bateman và Robert Trivers rằng ruồi giấm đực hành xử bừa bãi hơn do khả năng sản xuất hàng triệu tinh trùng nhỏ. Tang-Martínez đã lập luận rằng nguyên tắc của BHRan không chính xác như thế nào, giải quyết các định kiến về hành vi tình dục nam và nữ. Nghiên cứu của cô đã được thảo luận trong bài kém hơn của Angela Saini: Làm thế nào khoa học hiểu sai phụ nữ và nghiên cứu mới viết lại câu chuyện. Cô mô tả mối quan hệ giữa xã hội học và nữ quyền là "phức tạp và đa chiều". Cô đã nghiên cứu các hệ thống xã hội của loài gặm nhấm và gấu trúc, tìm ra sự biến đổi địa lý đáng kể của các đặc điểm trong loài.
Tang-Martínez được phong Phó giáo sư năm 1982 và Giáo sư đầy đủ năm 1994. Cô là Giám đốc Nghiên cứu Phụ nữ từ năm 1989 đến 1990. Cô quan tâm đến sinh viên khi giáo dục đại học trở nên đoàn kết hơn. Năm 1993, cô là Chủ tịch Hội Hành vi Động vật. Cô đã tạo ra quỹ đa dạng sắc tộc, nơi hỗ trợ các nhà khoa học từ các nhóm ít đại diện tham dự các hội nghị học thuật. Cô từng là Chủ tịch của Ủy ban các vấn đề động vật của Mỹ Latinh. Cô vẫn còn ở Hội Hành vi Động vật với tư cách là nhà sử học của họ. Cô đã sử dụng phân biệt đối xử để nghiên cứu khả năng của chuột để phát hiện mùi riêng biệt.